# Csaophraja
A Csaophraja (thaiul: Maenam Chao Phraya vagy แม่น้ำเจ้าพระยา) Thaiföld egyik legfontosabb folyója. A folyó végigfut a thai fővároson, Bangkokon. A legtöbb régi európai térképeken a folyó neve Menam vagy Mae Nam (thaiul: แม่น้ำ ), jelentése: „a folyó”. A thaiföldi média gyakran mondja a folyóra, hogy „a királyok folyója”.

## Fordítás
- Ez a szócikk részben vagy egészben  a   Chao Phraya River című angol Wikipédia-szócikk fordításán alapul.  Az eredeti cikk szerkesztőit annak laptörténete sorolja fel. Ez a jelzés csupán a megfogalmazás eredetét és a szerzői jogokat jelzi, nem szolgál a cikkben szereplő információk forrásmegjelöléseként.